# Keith Devlin
Keith J. Devlin est un mathématicien et vulgarisateur britannique. Depuis 1987, il vit aux États-Unis. Il possède la double nationalité américaine et britannique.